# Дњепар
Дњепар (рус. Днепр, укр. Дніпро, блр. Дняпро) река је у источној Европи која извире у Русији, тече кроз Белорусију, а у
Украјини се улива у Црно море. Трећа је по величини европска река (после Волге и Дунава) с дужином од 2285 km.
Међу првима, Дњепар спомиње старогрчки историчар Херодот (5. век пре Христа) под именом Бористен (у дословном преводу са старогрчког „онај што тече са севера”). Римски историчар називају ову реку Данаприс док је за време Кијевске Русије међу Словенима био познат као Славутич.
Дњепар извире у Валдајском горју у западној Русији и наставља кроз степска подручја Белорусије. 115 km свога тока чини природну границу између Белорусије и Украјине кроз коју наставља свој пут према Црном мору, у које утиче делтским ушћем. Дуж тока реке изграђен је низ хидроелектрана (Кијевска, Каневска, Кременчугска, Cредњодњепровска, Дњепрогес, Каховска и Дњепрогес II), а последњих 800 km пре уливања у Црно море, сачињавају ланци неколико акумулационих језера насталих њиховом изградњом. Електране на Дњепру производе енергију која покрива 10 % потреба целе Украјине.
Плован је 1990 km од ушћа. Местимично се пловидба одвија бочним каналима. Тим пловним каналима Дњепар је повезан са Западном Двином, Њеменом, Западним Бугом који га спајају с Балтиком. Залеђен је од децембра до марта или априла.

## Имена
Име се мало разликује у локалним словенским језицима три земље кроз које протиче:
- рус. ; раније писано Днѣпръ[2]
- блр. , , или Днепр Dnyepr,[3]
- укр. , IPA:  ( слушај); поетски укр. Дніпр; раније Дніпер[4] Dniper,  или старије Днѣпръ (Dnipr)

Сва ова имена су сродна и потичу од староисточнословенског Дънѣпръ (Dŭněprŭ). Порекло овог имена је спорно, али генерално потиче или од сарматског *Dānu Apara („Даља река”) паралелно са Дњестром („Ближа река”) или од скитског *Dānu Apr („дубока река”) у погледу њене мале заступљености од плићака.
Дњепар је грчким и римским географима био познат као Бористен (Грчки: Βορυσθένης) и сматран је главном реком Скитије. На латинском је био познат и поетски као Boristhenius. Хуни су га звали Вар. До касне антике је био познат или Данаприс (Грчки: Δάναπρις).
Током периода Старе Велике Бугарске, био је познат као Бури-Чај, а под Кијевском Русијом био је познат као Славутич (Slavútytch), име које се још увек поетски користи на украјинском језику због утицаја староисточнословенског епа Прича о Игоровом походу и његових савремених адаптација на украјинску књижевност. Ова употреба је такође дала име граду Славутичу, који је основан после катастрофе у Чернобиљу 1986. године за смештај расељених радника. Кумански Турци су га звали Узеу, кримски Татари Озу, а савремени Турци Озу или Ози.

## Географија
Укупна дужима реке је различито дата као 2.145 km (1.333 mi) или 2.201 km (1.368 mi), од којих је 485 km (301 mi) унутар Русије, 700 km (430 mi) унутар Белорусије, и 1.095 km (680 mi) унутар Украјине. Његов басен покрива простор од 504.000 km2 (195.000 sq mi), од чега је 289.000 km2 (112.000 sq mi) унутар Украјине, 118.360 km2 (45.700 sq mi) је унутар Белорусије.
Најјужнија тачка у Белорусији је јужно од Камарина у Брагинском рејону.

### Притоке Дњепра
Дњепар има доста притока (до 32,000) од којих је 89 река од 100+ km. Главне притоке су:
- Вјазма (Л)
- Воп (Д)
- Хмост (Д)
- Мереја (Л)
- Друт (Д)
- Березина (Д)
- Сож (Л)
- Припјат (Д)
- Тетерив (Д)
- Ирпин (Д)
- Десна (Л)
- Стугна (Д)
- Турбиж (Л)
- Рос (Д)
- Тјасмин (Д)
- Супи (Л)
- Сула (Л)
- Псвол (Л)
- Ворскла (Л)
- Орил (Л)
- Самара (Л)
- Конка (Л)
- Билозерка (Л)
- Базавлук (Д)
- Инхулетс (Д)

Постоје и многе мале директне притоке, као што су, у области Кијева, Сирец (десна обала) на северу града, историјски значајан Либид (десна обала) која пролази западно од центра и Боршахивка (десна обала) до jуга.
Водни ресурси слива Дњепра чине око 80 % укупне Украјине.

### Канали
Постоји велики број канала повезаних са Дњепром:
- Дњепар—Донбас канал;
- Дњепар—Криви Рог канал;
- Каховка канал (југоисточно од херсонске области);
- Краснознамички иригациони систем на југоистоку херсонске области;
- Сјеверни кримски канал — ће у великој мери решити проблем воде на полуострву, посебно у сушном северном и источном Криму;
- Инхулечки иригациони систем.

### Фауна
Река је део природног подручја дагњи. Дагња је случајно представљена широм света, где је постала инвазивна врста.

### Естуари
Град Херсон је најближи естуару Дњепра. Нема великих лучких објеката.

## Области и градови

### Области
| - Смоленска област, Русија - Витепска област, Белорусија - Могиљовска област, Белорусија - Гомељска област, Белорусија | - Черниговска област, Украјина - Кијевска област, Украјина - Черкашка област, Украјина - Кировоградска област, Украјина | - Полтавска област, Украјина - Дњепропетровска област, Украјина - Запорошка област, Украјина - Херсонска област, Украјина |

- Река Дњепар у различитим областима
- Дњепар у Кијеву
- Дњепар у Дорогобужу, Руско царство, пре 1917.
- Дњепар у Кременчуку, Украјина
- Дњепар у Украјини из хеликоптера, 2004

### Градови
Велики градови, са преко 100.000 становника, су подебљани. Градови лоцирани на обали Дњепра су наведени по реду од извора реке (у Русији) до његовог ушћа (у Украјини):
| - Дорогобуж, Русија - Смоленск, Русија - Орша, Белорусија - Шклов, Белорусија - Могиљов, Белорусија - Бихав, Белорусија - Рагачов, Белорусија - Жлобин, Белорусија - Речица (Белорусија), Белорусија - Кијев, Украјина - Украјинка, Украјина - Канив, Украјина | - Черкаси, Украјина - Кременчук, Украјина - Горишни Плавни, Украјина - Камјанске, Украјина - Дњепар (град), Украјина - Запорожје, Украјина - Марганец, Украјина - Никопољ, Украјина - Енергодар, Украјина - Kamianka-Dniprovska, Украјина - Нова Каховка, Украјина - Херсон, Украјина |

Arheimar, главни град Гота, се налази на Дњепру, Према Hervarar saga.

## Галерија слика
- The Dnieper in painting
- Катарина II напушта Каниов 1787. године, рад Јохана Готлиба Плерша
- Дњепар на слици Архипа Куинџија, 1881
- Месечина над Дњепром на слици Архипа Куинџија, 1882
- Лед у Дњепру на слици Ивана Ајвазовског, 1872
- Сафир Дњепар на слци Јана Станиславског, 1904

### Популарна култура
- Река је један од симбола украјинске нације[24] и помиње се у државној химни Украјине.
- Постоји неколико назива који повезују име реке са Украјином: Придњепарска Украјина, Деснообална Украјина, Левобална Украјина и др. Неки од градова на њеним обалама — Дњепар, Дњипрорудне, Камијанка-Дњепровска — названи су по реци.
- Запорошки козаци су живели на доњем Дњепру и њихово име се односи на њихов положај „иза брзака”.[25]
- Фолк метал бенд Турисас има песму под називом „Брзаци Дњепра” на свом албуму The Varangian Way из 2007.[26]